# Tinetto
Tinetto egy Olaszországhoz tartozó sziget a Ligur-tengerben, a La Spezia-öböl nyugati részéhez közel. A sziget egy hármas szigetcsoport egyik tagja, amely Porto Venerétől délre emelkedik ki a tengerből. A három sziget közül legnagyobb Palmaria. Tinetto Tino szigetétől délre található.
A sziget ma lakatlan. A 6. században egy kis kápolna épült nyugati részén, ezt a 11. században a szaracén kalózok elpusztították.
Az apró szigeten él a fali gyík egyik endemikus alfaja a Podarcis muralis tinettoi.
1997-ben a szigetet Porto Venerével és Cinque Terrével együtt az UNESCO a Világörökség részének nyilvánította. A bizottság indoklása szerint a kelet-liguri riviéra, Cinque Terre és Porto Venere között egy kiemelkedő értékű kulturális helyszín, egy rendkívül festői táj, amely az ember és természet harmonikus kölcsönhatásának révén jött létre és amely évezredek óta jól szemlélteti az a hagyományos életformát, ami napjainkban is meghatározza az itt élő közösségek társadalmi és gazdasági életét.

## Fordítás
- Ez a szócikk részben vagy egészben  a   Tinetto című angol Wikipédia-szócikk ezen változatának fordításán alapul.  Az eredeti cikk szerkesztőit annak laptörténete sorolja fel. Ez a jelzés csupán a megfogalmazás eredetét és a szerzői jogokat jelzi, nem szolgál a cikkben szereplő információk forrásmegjelöléseként.